# Gare de Curchy-Dreslincourt
La gare de Curchy-Dreslincourt est une gare ferroviaire française (fermée) de la ligne d'Amiens à Laon, située sur le territoire de la commune de Curchy, dans le département de la Somme en région Hauts-de-France.

## Situation ferroviaire
Établie à 85 m d'altitude, la gare de Curchy-Dreslincourt était située au point kilométrique (PK) 43,090 de la ligne d'Amiens à Laon, entre les gares de Chaulnes (ouverte) et de Nesle (ouverte).

## Service des voyageurs
La gare est fermée au service des voyageurs. Un service de remplacement de « Taxi TER » permet aux voyageurs de Curchy de rejoindre la gare de Nesle (Somme).